# Ромед Бауманн
Ромед Бауманн (нім. Romed Baumann; нар. 14 січня 1986) — німецький, раніше австрійський, гірськолижник, призер чемпіонатів світу.
У сезоні 2019/20 року Бауманн вирішив виступати під німецьким прапором, оскільки його не включили в першу австрійську команду.
Виграв один етап Кубку світу в суперкомбінації у італійському Сестрієре 2009 року та двічі ставав призером у тій же дисципліні.